# Joseph Pletinckx
Joseph Pletinckx, född 13 juni 1888, död 1971, var en belgisk vattenpolospelare.
Pletinckx blev olympisk silvermedaljör i vattenpolo vid sommarspelen 1908 i London.